# Oiselay-et-Grachaux
Oiselay-et-Grachaux là một xã ở tỉnh Haute-Saône trong vùng Bourgogne-Franche-Comté phía đông nước Pháp.